# هاگوویل (ایندیاناپلیس)
هاگوویل (انگلیسی: Haughville, Indianapolis) محله‌ای در غرب مرکز ایندیاناپلیس است. محدوده آن تقریباً در مشرق بزرگراه کنار رودخانه سفید و خیابان تیبس در غرب، خیابان ۱۶ در شمال و خیابان میشیگان در جنوب قرار دارد. این محله در دهه ۱۸۳۰ ایجاد شد و پس از ساختن پل روی رودخانه سفید در ۱۸۹۶ به ایندیاناپلیس متصل شد و گسترش پیدا کرد. این پل مدرن، هاگوویل در سمت غربی رودخانه را به بیمارستان دولتی سیدنی و لوئیس اسکنازی و دانشگاه پردو ایندیاناپلیس واقع در شرق رودخانه وصل می‌کند. ترکیب جمعیت این محله در اواخر دهه ۱۸۹۰ شامل مهاجران اسلوونیایی، آلمانی، ایرلندی و سایر مهاجران اروپایی بود. در قرن ۲۱، این محله از نرخ جنایت بالا و ارزش دارایی و مالکیت خصوصی پایین رنج می‌برد.

## تاریخچه
بخشی از این محله، به خیابان ۱۰، بلویو پلاس، خیابان والنوت و خیابان کنکورد محدود می‌شود. در فهرست ثبت ملی مکان‌های تاریخی به عنوان منطقه تاریخی هاگوویل ثبت شده‌است. این ناحیه شامل ۳۲۹ ساختمان از جمله محل پروژه مسکن سابق، روستای کنکورد است.
این منطقه برای اولین بار در دهه ۱۸۳۰ هنگامی که محل زندگی تعدادی از بازرگانان بود، ایجاد شده‌است. از این زمان بود که مغازه‌های کوچک آنها در قسمت غربی پل جدید خیابان واشینگتن بر روی رودخانه سفید گسترش پیدا کرد. در دهه ۱۸۸۰این محله به‌دلیل پل بر روی رودخانه سفید و قرار داشتن در مجاورت راه‌آهن تبدیل به محل زندگی تعدادی از مهاجران ایرلندی، آلمانی و بعداً اسلوونی‌ها گردید که بسیاری از آنها در دو ریخته‌گری آهن محلی یا بسته‌بندی گوشت کار می‌کردند. در سال ۱۸۸۳ خیابان ۱۰ در این منطقه ادغام شد و در ۱۸۹۸ به ایندیاناپلیس ضمیمه گردید.
تا سال ۱۹۰۰، تقریباً نیمی از ساکنان محله اسلوونی بودند که بسیاری از آنها در کلیسای کاتولیک سنت آنتونی شرکت می‌کردند. به دلیل تنش با جمعیت عمدتاً ایرلندی در منطقه سنت آنتونی، جامعه اسلوونیایی از وکیل خصوصی دنیس اودوناگوئه درخواست ساخت کلیسای برای خودشان کردند. مجوز دریافت شد و کلیسای کاتولیک اسلوونی تثلیث مقدس در آوریل ۱۹۰۶ شروع به کار کرد.

## جمعیت‌شناسی
جمعیت هوگوویل حدود ۶۵۰۰ نفر تخمین زده می‌شود، در حالی که ترکیب هاگوویل (بدون احتساب استرینگ تاون و دیگر مناطق همسایه) تقریباً ۹۲ درصد دارای‌تبار آفریقایی-آمریکایی یا سیاه‌پوست هستند. درصد باقی‌مانده منطقه مخلوطی از سفید (غیر اسپانیایی) و اسپانیایی زبان است.
از جمعیت بزرگسال (۲۵ سال به بالا)، ۷/۴۰ درصد دیپلم دبیرستان ندارند. درآمد سرانه کل محله ۹۷۶۰ دلار و متوسط درآمد خانوار ۱۷۳۲۱ دلار است که کل محله را در سطح بسیار پایین‌تر از متوسط سرانه و درآمد خانوار ایندیاناپلیس قرار می‌دهد.

## جرم و جنایت
از سال ۱۹۹۲، هاگوویل عضو کمیته ضد خشونت «علفهای هرز و بذر» ایندیاناپلیس بود، که تلاش می‌کند میزان جنایت را کاهش دهد. این اولین محله‌ای در ایندیاناپلیس بود که در این برنامه شرکت کرد.
به نقل از ایندیاناپلیس استار، هاگوویل در سال ۲۰۰۵ با حدود ۴۴۹ جنایت خشونت‌بارترین جنایات را در ایالت ایندیاناپلیس داشت. با این حال، این تعداد به مراتب کمتر از رکورد ۲۵۸۹ جنایت خشونت‌آمیز است که در سال ۱۹۹۷ ثبت شده‌است. در طول دهه ۱۹۹۰، هاگوویل به‌طور متوسط سالانه ۳۰ قتل انجام می‌داد.

## آموزش وپرورش
هاگوویل دارای یک کتابخانه عمومی است که قدیمی‌ترین شاخه کتابخانه عمومی ایندیاناپلیس است.